# 土用ダム
土用ダム（どようダム）は、岡山県真庭郡新庄村字土用、旭川水系新庄川の支流・土用川に建設されたダム。高さ86.7メートルのロックフィルダムで、中国電力の発電用ダムである。同社の大規模揚水式水力発電所・俣野川（またのがわ）発電所の上池を形成し、下池・俣野川ダム湖（猿飛湖）との間で水を往来させ、最大120万キロワットの電力を発生する。中国電力の水力発電所としては最大の規模である。

## 歴史
俣野川発電所は1986年（昭和61年）10月、日本で初めて2県をまたぐ揚水発電所として運用を開始した。下池である俣野川ダム（猿飛湖）は中国山地を挟んで向かい側となる鳥取県日野郡江府町にある。両ダム間の中間に設けた人工の地下空間に4台の水車発電機を有し、両ダム湖間で水を往来させることで最大120万キロワットの電力を発生する。中国電力最大規模を誇る水力発電所であり、同様に2県にまたがる揚水発電所は、日本では他に長野県・群馬県境にある東京電力・神流川（かんながわ）発電所があるのみである。
土用ダム建設にあたり、ダムの型式としてロックフィルダムが選択された。これは土砂や岩石を高く積み上げて築くダムで、周辺の地盤の風化が進行していたことと、ダムを構成する石材が入手しやすいことによる。また、土用ダム湖の周囲には湖を取り囲むようにして排水路が敷設され、土用川を含め渓流の水が流入しないようになっている。これは水利権上、俣野川発電所で発電に利用することができるのは日野川水系俣野川の水に限られているためで、土用ダムに貯えられている水はすべて俣野川ダム湖より汲み上げられた俣野川の水となっている。土用ダムは1986年6月より湛水を開始しているが、このときも先に設置を完了した水車発電機の揚水運転によって行われた。なお、俣野川発電所は1996年（平成8年）4月に4台の水車発電機すべての設置を完了している。

## 周辺

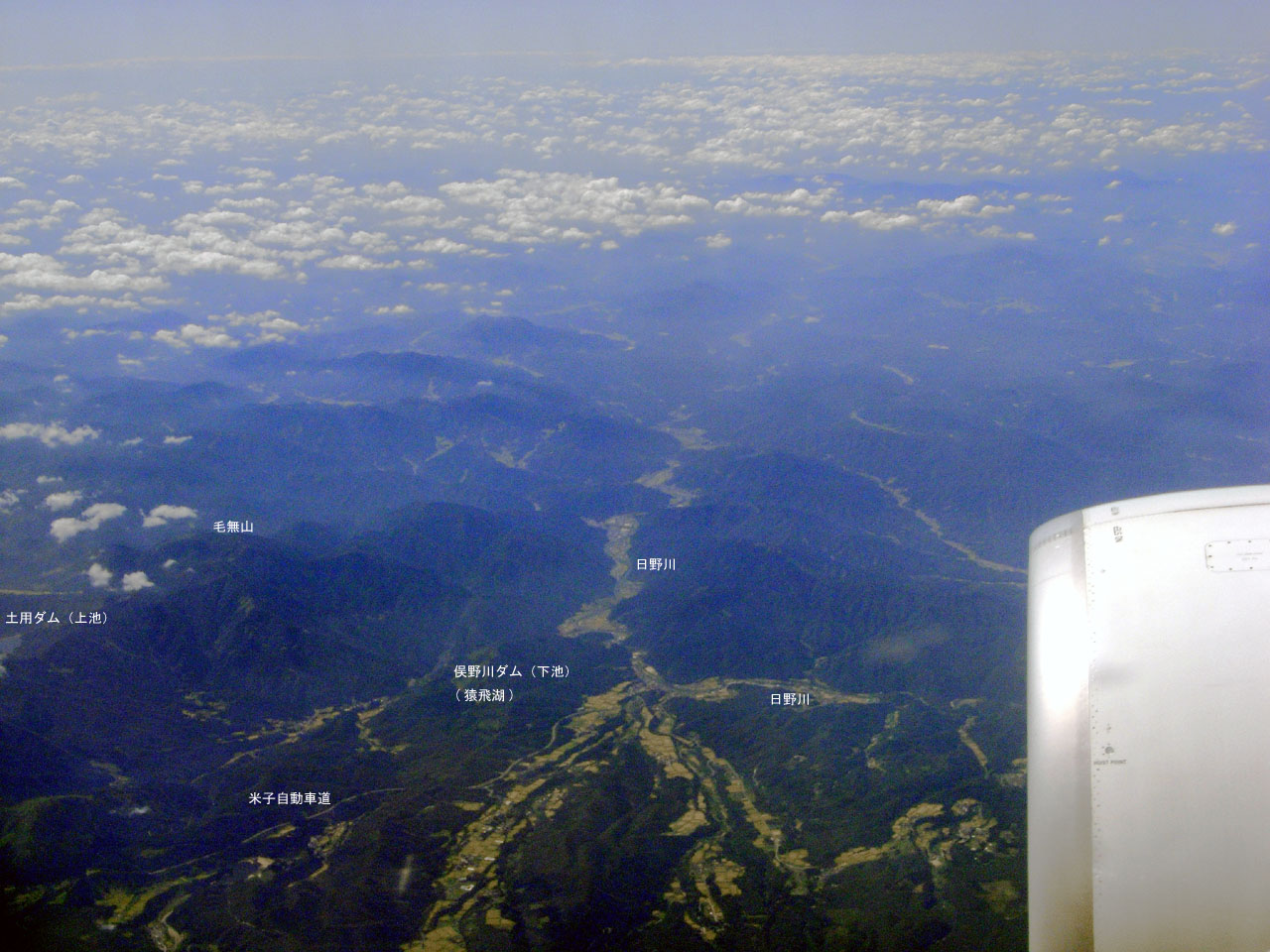
俣野川発電所空撮

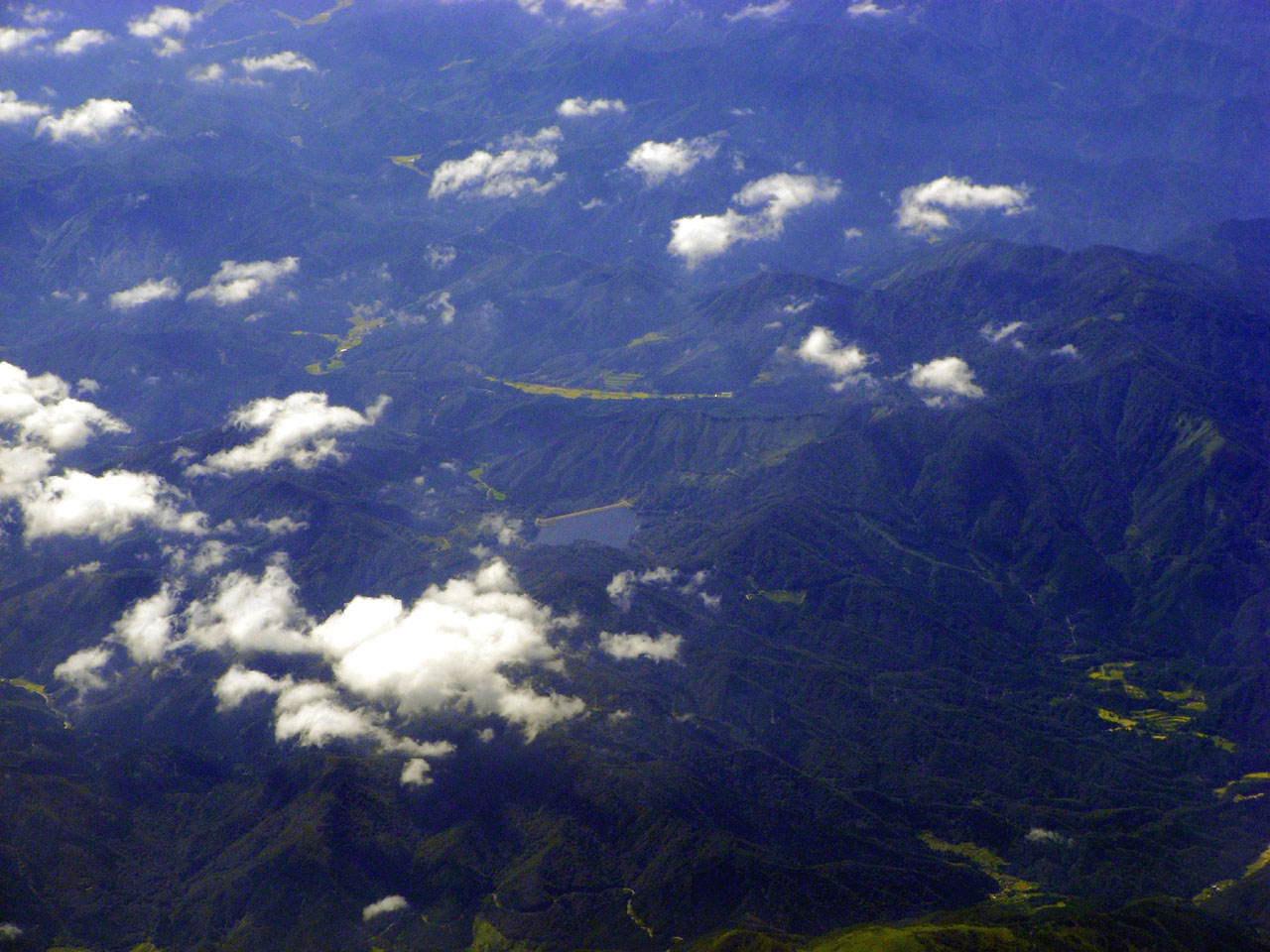
土用ダム空撮

土用ダムは、新庄村中心部を通過する国道181号・出雲街道から土用川上流に向かった先にある。道の駅メルヘンの里 新庄から車で約15分間。中国山地の山中（金ヶ谷山と白馬山の山腹）にあり、周辺に広がるブナ林は林野庁によって1995年（平成7年）に水源の森百選に選定された。毎年5月には土用ダム湖の周回道路を利用してマラソン大会が開催され、200人ものランナーが湖畔を駆ける。
一方の俣野川ダムは鳥取県側にあり、中国山地を越えなければたどり着けない。俣野川ダム側には中国電力の広報施設である俣野川発電所ご案内ホールがあり、発電所の見学も可能である。

## 諸問題
2006年（平成18年）10月31日、中国電力は土用ダムの計測データが1992年（平成4年）から1997年（平成9年）にかけて改竄（かいざん）されていた事実を明らかにした。中国電力の子会社である中電技術コンサルタントは、土用ダムの沈下量とたわみ量について測定したデータを改竄して中国電力に報告。中国電力は受け取ったデータをそのまま国に報告していたのである。同年11月10日付けの追加報告（プレスリリース）では、1991年（平成3年）のデータについても改竄された疑いがあることを明らかにした。俣野川ダムについても堆砂量データについて改竄が明らかになっている。
中国電力は1998年（平成10年）に中電技術コンサルタントからの報告によって改竄の事実を知り得ていたが、以降長きにわたって公表しなかったということは大きな問題である。事実を重く見た国は電力会社各社に対し調査を指示。改竄があったという事実は各社の水力発電用ダムにとどまらず、火力発電所や原子力発電所（制御棒引き抜け事象など）にまで及んでいた。2006年秋から2007年（平成19年）初頭にかけて相次いで明るみに出た一連の各電力会社による不祥事は、この土用ダムの不正発覚がきっかけとなって飛び火したようなものである。
なお、中国電力は土用ダム・俣野川ダムの安全性について問題ないとしている。